# Sędzisław
Sędzisław (deutsch: Ruhbank) ist ein Ort in der Landgemeinde Marciszów (Merzdorf im Riesengebirge) im Powiat Kamiennogórski (Landeshut in Schlesien) der Woiwodschaft Niederschlesien in Polen.

## Geographische Lage
Sędzisław liegt im polnischen Teil des Riesengebirges am Fuße des 692 m hohen Krąglak (Kregler) etwa sieben Kilometer nordöstlich von  Kamienna Góra (Landeshut in Schlesien). Südlich des Ortes fließt der Fluss Lesk (Lässig), ein rechter Nebenfluss des Bober (Bóbr), in den der Fluss unweit westlich von Sędzisław einmündet.

## Geschichte
Der Ort wurde erstmals 1399 als „Ruhbank“ erwähnt. 1765 wird der Ortsname „Ruhbanck“ geschrieben, ab 1785 wird die Namensform „Ruhbank“ verwendet. Ursprünglich gehörte Ruhbank zum Herzogtum Schweidnitz, das ab dem Ersten Schlesischen Krieg 1742 ein Teil Preußens war. Ab 1703 war der Ort ein Lehen des Klosters Grüssau, das im Zuge der Säkularisation 1810 aufgelöst wurde.
1867 erhielt der Ort im Zuge des Baus einer Eisenbahnstrecke von Waldenburg nach Hirschberg einen Anschluss an das Eisenbahnnetz. 1869 wurde eine Abzweigung nach Liebau nahe der Grenze eröffnet, 1875 wurde die Strecke nach Trautenau in Böhmen verlängert.
Infolge des Zweiten Weltkriegs wurde der Ort 1945 wie fast ganz Schlesien polnischer Verwaltung unterstellt und erhielt den polnischen Namen Sędzisław. Die einheimische deutsche Bevölkerung flüchtete oder wurde vertrieben.

## Verkehr

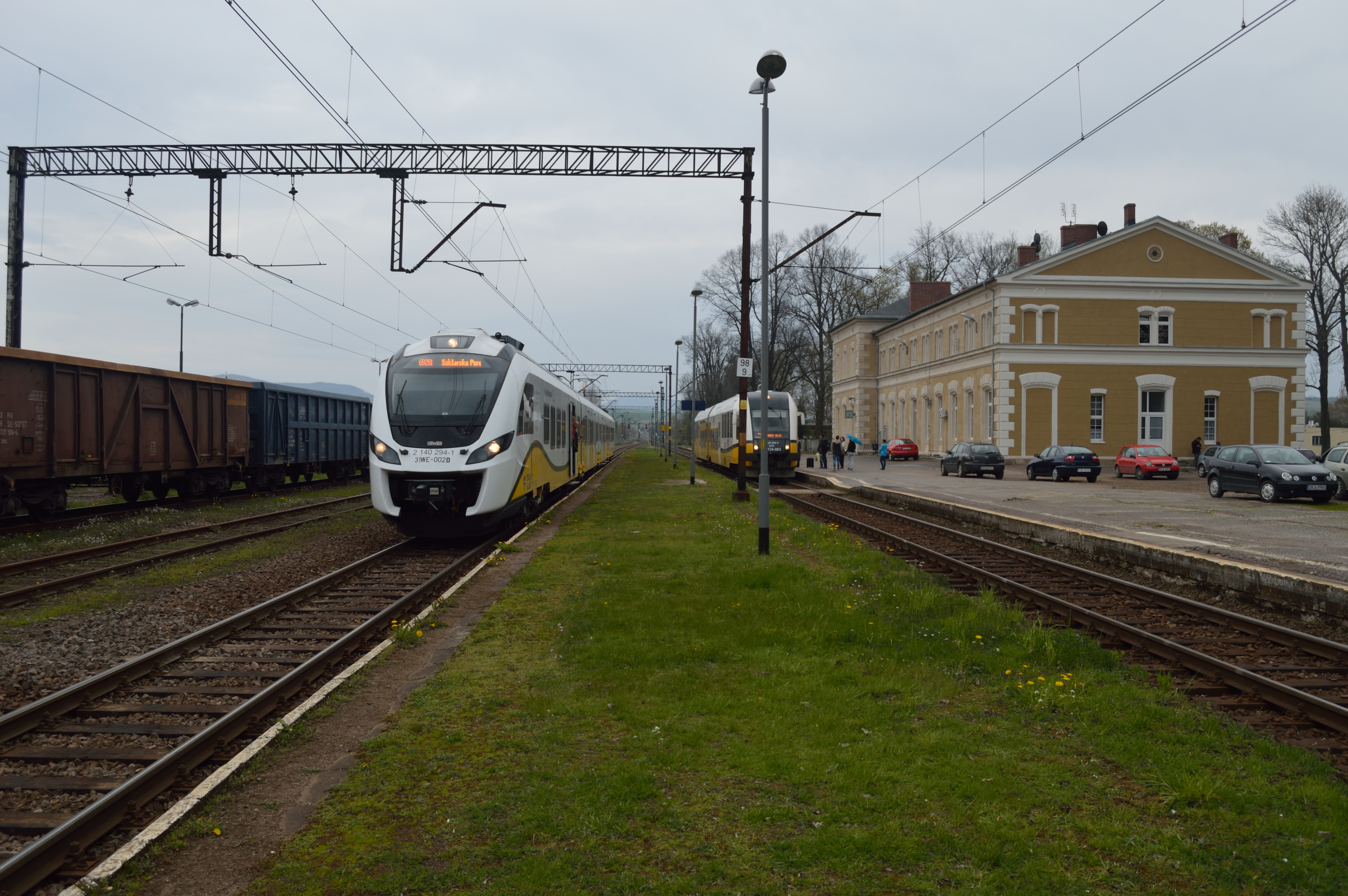
Züge nach Szklarska Poręba (Schreiberhau) (links) sowie nach Trutnov (Trautenau) (rechts) am Bahnhof in Sędzisław

In Sędzisław zweigt die Bahnstrecke Sędzisław–Lubawka, die seit 2008 wieder im Personenverkehr von Jelenia Góra (Hirschberg) nach Trutnov (Trautenau) in Tschechien bedient wird, von der Bahnstrecke Wrocław Świebodzki–Zgorzelec ab. Westlich des Ortes verläuft die Landstraße DK 5, die von Breslau über Kamienna Góra (Landeshut) zur polnisch-tschechischen Grenze führt.

## Kirche
Im Jahr 2009 fand die Kirche von Sędzisław Erwähnung in den niederschlesischen Lokalmedien, da dort angeblich ein Geist spuke.